# Talanites gilgamesh
Espèce
Talanites gilgamesh est une espèce d'araignées aranéomorphes de la famille des Gnaphosidae.

## Distribution
Cette espèce est endémique de la province de Dhi Qar en Irak,. Elle se rencontre vers Al-Nassr.

## Description
La femelle holotype mesure 7,84 mm.

## Systématique et taxinomie
Cette espèce a été décrite par Al-Khazali en 2024.

## Étymologie
Cette espèce est nommée en l'honneur de Gilgamesh. 

## Publication originale
- Al-Khazali, 2024 : « New species and records of ground spiders (Araneae: Gnaphosidae) from Iraq. » Ecologica Montenegrina, vol. 77, p. 12-23.